# ابر زمین‌لرزه

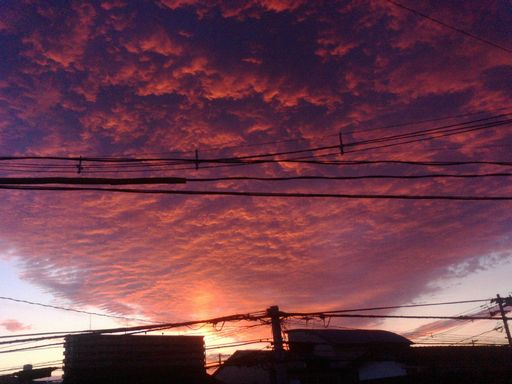
"ابرهای زلزله‌ای" در سندای، میاگی، چهار ساعت قبل از زلزله سال 2008 ایواته-میاگی پیدا شده است.

ابْر زمین‌لرزه (انگلیسی: Earthquake cloud) به عنوان یکی از نشانه‌های زمین‌لرزه قریب‌الوقوع که  مطرح و ادعا شده‌است. این موضوع توسط واراهامیهیرا محقق هندی(۵۸۷–۵۰۵ میلادی) در کتاب «بریهات ساهمیتا» به‌عنوان یکی از نشانه‌های هشدار وقوع زمین‌لرزه و به صورت ابرهای غیرعادی است که یک هفته پیش از زمین‌لرزه پدیدار می‌شوند، بیان شده‌است. در دوران مدرن، برخی مدعی شدند که ابرهایی مرتبط با یک رخداد لرزه‌ای را گاهی تا پنجاه روز پیش از روی دادن زمین‌لرزه مشاهده کردند؛ برخی دیگر نیز مدعی پیش‌بینی دقیق وقوع زمین‌لرزه با مشاهده این ابرها هستند. با این حال، این ادعاها پشتیبانی علمی بسیار کمی از سمت جوامع علمی دارند.